# Призмент, Эдуард Лазаревич
Эдуард Лазаревич Призмент (16 февраля 1935, Москва, СССР — 6 января 1998, там же, РФ) — советский и российский библиограф, преподаватель и  предметизатор.

## Биография
Родился 16 февраля 1935 года в Москве. В 1952 году поступил в Московский институт стали, который он окончил в 1957 году. В 1957 году был принят на работу в ВКП где он работал сотрудником, в 1959 году возглавил отдел и занимался централизованной предметизацией советских книжных изданий и статей из журналов. Был доцентом кафедры издательского дела и редактирования МГАП, где являлся также и преподавателем, читав курсы библиотечных дисциплин.
Скончался 6 января 1998 года в Москве.

## Научные работы
Основные научные работы посвящены теории и методики предметизации. Автор ряда научных работ.